# Máriássy Sándor
Márkusfalvi Máriássy Sándor (Márkusfalva (Szepes megye), 1689. – Szepeshely, 1755. április 19.) teológiai doktor, egri kanonok, szepesi nagyprépost.

## Élete
Máriássy Miklós és Penteházy Éva fia. 1705-ben Nagyszombatban bölcseleti baccalaureus, 1707. november 8-án ugyanott az egri egyházmegye részéről a papnevelő növendéke lett. A teologiát Rómában tanulta, 1713. április 11-én doktorált, április 18-án tért haza. Ezután árokszállási plébános lett. 1716-től 1745-ig mint egri kanonok működött, 1727-ben dulmi választott püspök, 1745. március 8-án szepesi prépost. III. Károly 1729. július 27-én kinevezte, XIII. Benedek pápa 1730.  február 8-án megerősítette tinnini püspökségében. Az esztergomi érseknek a szepesi kerületben lelkiekben helyettese volt. Az ideje alatt kezdődött meg a káptalan és az oklevél-hamisító műhely tulajdonosa, Ordzovjánszky József és fiai közötti per, amelyben 1756-ban leleplezték a csalókat.

## Munkája
- Microscopium pseudo-Isaiae, e tertio coelo infausto casu lapsum, et obsoletis quibusdam oculariis conflatum. Sed a quodam rom. cath. sacerdote una cum oculariis excussum et confractum; ne posthac rudioribus, imo etiam semidoctis ex musca faciat elephantem et dominis acatholicis in Hungaria pro rubro ovo paschali oblatum anno 1724. Tyrnaviae.